# BLOOM OF YOUTH
『BLOOM OF YOUTH』（ブルーム・オブ・ユース）は、OxTの3作目のシングル。2015年11月11日にポニーキャニオンより発売された。

## 概要
前作『Clattanoia』から約3ヵ月ぶりにリリースされた。
今作は、前々作以前まで楽曲をリリースしてきたポニーキャニオンからのリリースである。
表題曲は、テレビアニメ『ダイヤのA -SECOND SEASON-』のエンディングテーマとして書き下ろされた。

## 収録曲
| 全作詞・作曲: 大石昌良、全編曲: Tom-H@ck。 |                                   |          |            |      |
| #                                          | タイトル                          | 作詞     | 作曲・編曲 | 時間 |
| 1.                                         | 「BLOOM OF YOUTH」                | 大石昌良 | 大石昌良   | 4:19 |
| 2.                                         | 「Perfect HERO OxT ver」          | 大石昌良 | 大石昌良   | 3:53 |
| 3.                                         | 「BLOOM OF YOUTH」(KARAOKE)       | 大石昌良 | 大石昌良   | 4:18 |
| 4.                                         | 「Perfect HERO OxT ver」(KARAOKE) | 大石昌良 | 大石昌良   | 3:51 |
| 合計時間:                                  | 合計時間:                         | 16:21    |            |      |

## タイアップ
BLOOM OF YOUTH
テレビアニメ『ダイヤのA -SECOND SEASON-』エンディングテーマ